# Socialt nätverk (sociologi)
För internetbaserade nätverk, se sociala medier eller nätgemenskap.
Inom sociologi är ett socialt nätverk ett mänskligt kontaktnätverk. Det är en social struktur uppbyggd av individer (eller organisationer) kallade "noder", som har relationer genom en eller flera specifika former av interdependens kallade "relationer" eller "band", till exempel vänskap, släktskap, gemensamma intressen, finansiella utbyten, ogillande, sexuella relationer, relationer baserade på tillit, kunskap eller prestige.
Social nätverksanalys granskar sociala relationer i form av nätverksteori bestående av noder och band. Noder är de individuella aktörerna inom nätverken, och banden är relationerna mellan aktörerna. De resulterande graf-baserade strukturerna är ofta väldigt komplexa. Det kan vara flera olika sorters band mellan noderna. Undersökningar inom olika akademiska områden har visat att sociala nätverk agerar på många olika nivåer, från familjer upp till nationer, och spelar en kritisk roll för att bestämma hur man löser problem, organisationer drivs och till vilken grad individer uppnår sina mål.
Det socialt nätverket är i sin enklaste form en karta över alla relevanta band mellan utstuderade noder. Kartan kan också användas till att mäta socialt kapital – värdet som en individ får ifrån det sociala nätverket. Dessa koncept åskådliggörs ofta i ett socialt nätverksdiagram, där noder är punkter och banden är linjer.